# Ptolemaios XIII. Theos Filopatór
Ptolemaios XIII. Theos Filopatór (Πτολεμαῖος Θεός Φιλοπάτωρ) byl po smrti svého otce Ptolemais XII. faraonem v letech 51-47. Na trůn nastoupil ve svých 11 letech a jeho spoluvládkyní byla sestra Kleopatra VII., které tehdy bylo jen 18 let. Jistou roli v tom sehrál regent Pothinius  nezletilého Theose Filopatora, který se ovšem obával většího vlivu Kleopatry na bratra.

## Historický vývoj

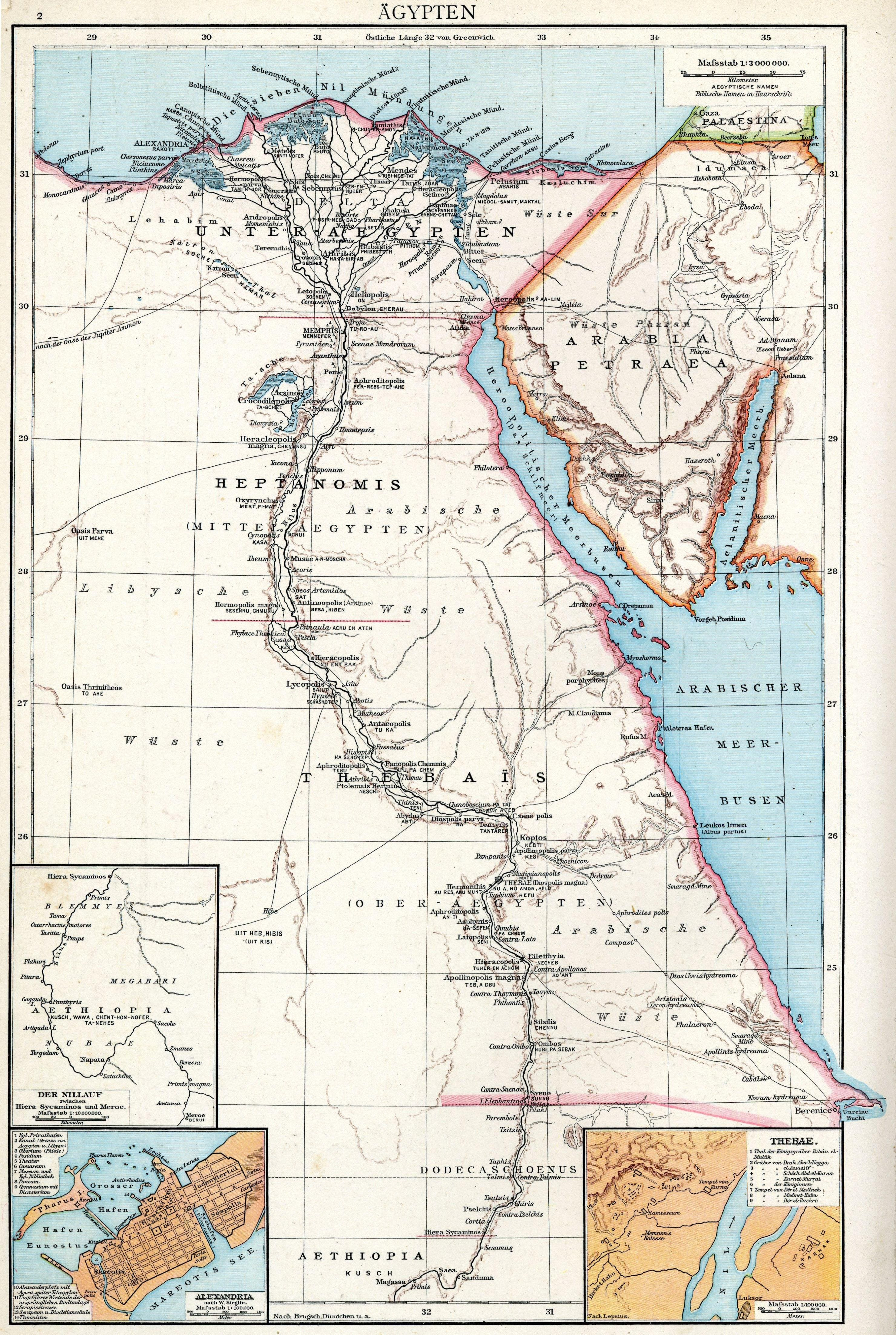
Historická mapa Egypt ~30 př. n. l., ptolemáiovské a římské období

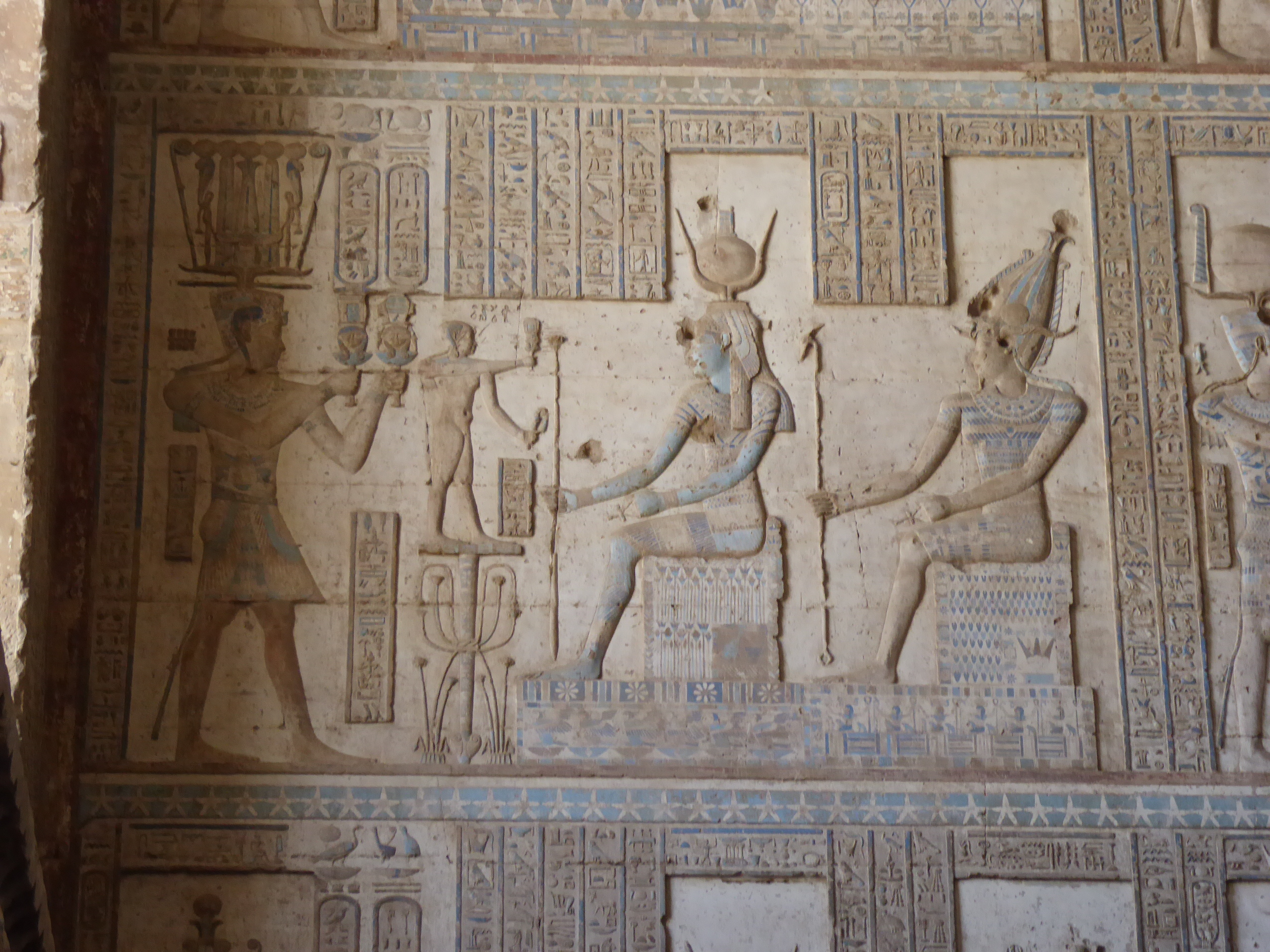
Ptolemaius před bohyní Isis Usirem chrám Dendera

Vzhledem k Ptolemaiově věku byl za něj jmenován regent, eunuch Pothinus. Pothinus a někteří další soudní úředníci – především Achillas, generál a Theodotos, Ptolemaiův učitel – vytvořili s mladým Ptolemaiem úzce propojenou skupinu. V roce 48 př. n. l. se tato skupina snažila sesadit Kleopatru, protože se bála jejích ambicí o podíl na vládě.
Vláda tedy již od počátku vedla ke sporům o vlastní podíl na moci. Vyhnání Kleopatry 48 př. n. l. vyvolalo otevřenou občanskou válku, která skončila přímou římskou intervencí Egypta. S podporou arabských spojenců bylo obléháno egyptské pohraniční město Pelusium. Mezitím Ptolemaiův římský patron Gnaeus Pompeius Magnus, jehož vojsko bylo rozhodně poraženo silami Julia Caesara v bitvě u Pharsalu, Pompeius pak vyhledal útočiště v Pelusiu.
Aby se ucházel o přízeň římského vítěze Caesara, poradci 15letého krále nechali nalákat Pompeia do léčky k přepravě lodí ke králi, nicméně byl zde úkladně zavražděn (48 př. n. l.). To uvolnilo cestu Caesara do Alexandrie. Ptolemaios i Kleopatra byli předvedeni do Caesarova tábora a byli nuceni přijmout formální usmíření. Tato dohoda však nepřinesla občanský mír. Vzhledem k tomu, že Caesar měl ve své péči legitimního vládce Egypta, ovšem Pothinus a další na dvoře Alexandrie bojovali za jeho sestru Arsinoë a obléhali Alexandrii. Arsinoë se však nepohodla s vůdci egyptských sil, nechala zavraždit schopného generála Achillase, aby před Caesarem podpořila své mocenské ambice. Caesar věřil, že pro jeho pověst bude lepší porazit Ptolemaia než Arsinoë a využil příležitosti poněkud se zastavit a čekat na posily.
 Sám Caesar vzpomíná, že Ptolemaios plakal, když mu bylo řečeno, že ho musí opustit. Ale mladý faraon se nevzdal, okamžitě obnovil válečné úsilí, dokonce i se svými dvěma nejprominentnějšími rádci – Pothinusem a Achillasem.

Nedlouho poté Caesar konečně přivítal posily, čímž skončila jeho dlouhá početní nevýhoda. To ve spojení s Ptolemaiovou taktickou nezkušeností – a ztrátou jeho hlavních poradců a vojenských stratégů – proti Caesarově taktické prozíravosti mělo být nakonec faraonovým pádem. Po sérii bitev Caesar vmanévroval Ptolemaia XIII. do bitvy na Nilu, porazil jeho síly a donutil ho uprchnout. Bylo to počátkem roku 47 př. n. l. co se Ptolemaios XIII. Theos Phliopator utopil v Nilu ve snaze uniknout vítěznému Caesarovi. Bylo mu pouhých 15 let. Caesar měl nyní úplnou kontrolu nad Egyptem a na trůn znovu dosadil Kleopatru VII., která se stala spoluvládkyní se svým ještě mladším (13 let) bratrem, Ptolemaiem XIV. Caesar se stal vládcem, a diktoval budoucnost Egypta. Jeho sestra Kleopatra VII. s podporou Caesara se ujala trůnu jako poslední egyptská královna.

## Epilog

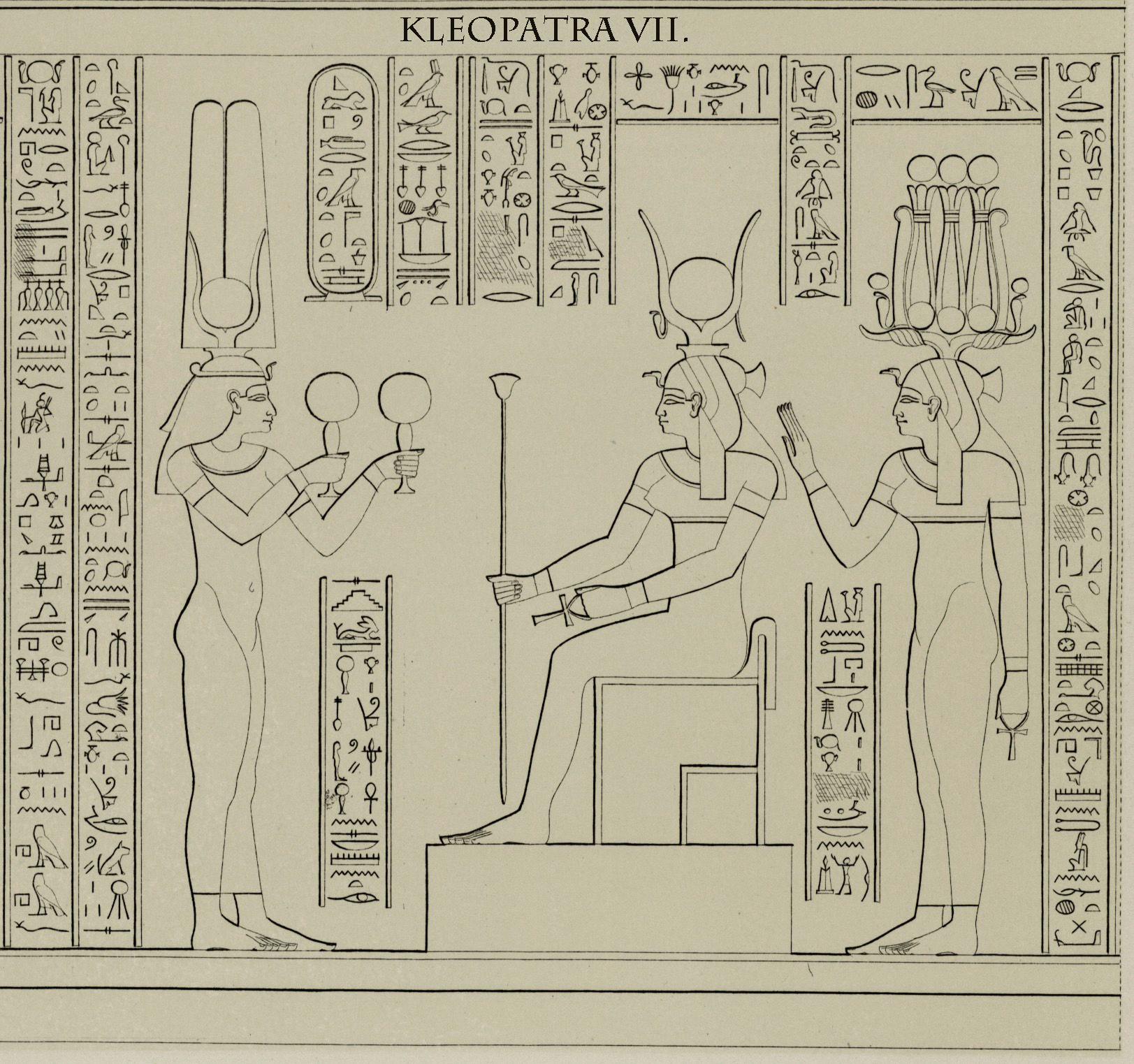
Kleopatra VII. před bohyněmi Hathor a Anuket; kartuše "Kleopatra, božská, otce milující"

Historie krátkého života Theose Filopatóra, která byla plná zvratů v období úpadku vládnoucího rodu Ptolemaiovců, kdy již v několika předchozích generacích  na trůn nastoupili faraonové neschopní nebo ještě v dětském věku, kdy jejich chování ovlivňovala, například regentka matka, nebo skupiny vlivných členů vládních struktur, vlastníků půdy a v neposlední řadě i etnická nevraživost mezi rodilými Egypťany a zbohatlými Řeky, převážně ovládajícím hospodářské činnosti v Dolním Egyptě, především pak v Alexandrii. Z vnějších teritorií to byla trvale expanzivní politika Římské republiky, která se ovšem také potýkaly s řadou vnitřcích mocenských problémů. To vše se odehrávalo v letech od 4. století, kdy posledním suverénním egyptským faraonem byl Nachthareheb v 30. dynastii až do úmrtí poslední královny Egyptu Kleopoatry VII., v 30 př. n. l. 
Egypt se stal pro Řím výnosnou provincií, který se neomezoval pouze na jeho zemědělství a bohatstvím nerostných suroviny. Díky jedinečnému přístupu ke Středozemnímu a Rudému moři tato země hrála klíčovou roli v římském obchodu – zejména obchodu s Indií, zdrojem orientálního přepychu. Strategická poloha Egypta, na křižovatce spojujících trasy Arábie, Asie, Afriky a Evropy byly hlavním důvodem její prosperity jako nezávislý národ. Stejná geografická výhoda nyní zajistila egyptské podrobení posloupností cizích říší. Řím, Byzanc a Persie, Chalífové, Osmané a ostatně i Britové – všichni pohlíželi na Egypt jako na zdroj bohatství a obchodní centrum.